# Pfarrkirche Abtei (Gallizien)

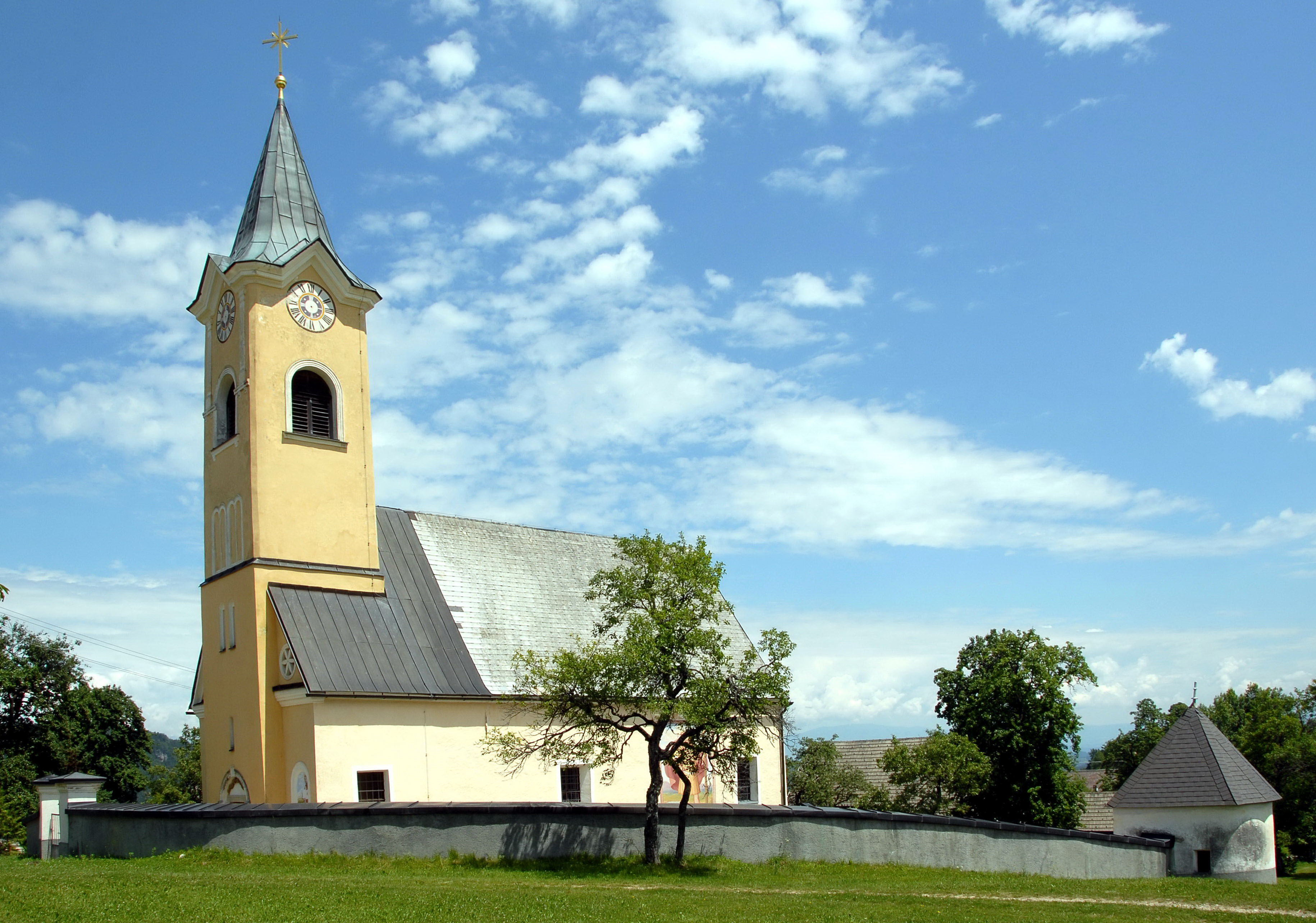

Die römisch-katholische Pfarrkirche Abtei in der Gemeinde Gallizien ist dem heiligen Leonhard geweiht. Eine 1289 erwähnte Kirche in Abtei bzw. Apače gehörte zur damaligen Eigenkirche Möchling. 1512 wurde die Kirche als St. Leonhard in Klain Wayschach genannt. Der Name Abtei geht auf die lange Zugehörigkeit des Ortes und der Kirche zum Stift St. Paul im Lavanttal zurück.

## Baubeschreibung
Das Gotteshaus ist ein mittelgroßer spätgotischer Bau aus dem 16. Jahrhundert. Der Chor, das Langhaus und der westliche Vorhallenbau haben dieselbe Breite und Höhe. Im leicht vorspringenden Fassadenturm hängt eine 1834 von Vinzent Gollner gegossene Glocke. Das Wandgemälde des heiligen Leonhard in der Vorhalle entstand wohl im 16. Jahrhundert. Im dreijochigen Langhaus erhebt sich ein Ziersterngewölbe über halbrunden Wandvorlagen. Ein spitzbogiger Triumphbogen verbindet das Langhaus mit dem Chor. Der einjochige Chor mit Kreuzgratgewölbe hat einen 1561 errichteten, rundbogigen Chorschluss.

## Einrichtung
Auf dem barocken Hochaltar stehen die um 1500 geschaffenen, spätgotischen Figuren des heiligen Leonhard und der beiden Johannes. Die übrigen Statuen stammen aus dem dritten Viertel des 17. Jahrhunderts. Das Bild am linken Seitenaltar ist eine Kopie der Beweinung Christi von Thomas von Villach. Das von Abt Jöbstl Jöbstlberg gestiftete Original befindet sich im Landesmuseum Kärnten. Der rechte Seitenaltar entstand im letzten Viertel des 17. Jahrhunderts, die Orgel mit Flügeltüren vor 1700.